# Passy-en-Valois
Passy-en-Valois é uma comuna francesa na região administrativa de Altos da França, no departamento de Aisne. Estende-se por uma área de 3,41 km². Em 2010 a comuna tinha 146 habitantes (densidade: 42,8 hab./km²).